# شیفته (فیلم ۲۰۰۲)
شیفته (انگلیسی: Swept Away) فیلمی در ژانر کمدی رمانتیک به کارگردانی گای ریچی است که در سال ۲۰۰۲ منتشر شد. در این فیلم بازیگرانی مثل مدونا، آدریانو جانینی و بروس گرینوود بازی کرده‌اند. این فیلم توسط کمپانی اسکرین جمز توزیع شد. این فیلم بازسازی یک فیلم ایتالیایی به همین نام محصول ۱۹۷۴ به کارگردانی لینا ورتمولر است. 
این فیلم از لحاظ تجاری و نیز از دید منتقدان با شکست مواجه شد.

## بازیگران
- مدونا در نقش امبر لیتون
- آدریانو جانینی در نقش جوزپه اسپوزیتو
- بروس گرینوود در نقش تونی لیتون
- جین تریپل‌هورن در نقش مارینا
- الیزابت بنکس در نقش دبی
- دیوید تورنتون در نقش مایکل
- سوزانا کاپورسو
- یورگو ویادزیس
- رُزا پیانتا